# Jaime Murray
Jaime Murray (Hammersmith, London, Anglia, 1976. július 21. –) angol színésznő. Legismertebb játék filmje Stacie Monroe, a Hustle BBC televíziós sorozat (2004-2007, 2012), és a  Dexter c. televíziós sorozat (2007).

## Életrajza
London Hammersmith negyedében született. Filozófiát és pszichológiát tanult Londonban, a School of Economics-ban.
1996-ban kapta az első kisebb szerepet, majd néhány kisebb televíziós szerep következett. Murray a Hustle sorozat 25 epizódjában is látható volt.
A kaliforniai Los Angelesbe]] költözött, szerepet kapott a Dexter című tévésorozatban, a Starz minisorozatban, a Spartacus: Az aréna istenei-ben. 2013 áprilisában volt a premierje Defiance című új sorozatának.
Modellként is dolgozott, képei megjelentek férfi és női magazinokban (GO, Mayfair, FHM, Hello!, Cosmopolitan, OK). Szerepelt televíziós reklámokban is.
Férje Bernie Cahill, akivel 2014-ben kötöttek házasságot.

## Filmográfia

### Film
| Év   | Magyar cím      | Eredeti cím               | Szerep          | Magyar hang    |
| ---- | --------------- | ------------------------- | --------------- | -------------- |
| 2002 |                 | The Byzantine Cat         | Jane Spencer    |                |
| 2005 | Emberi ösztönök | Animal                    | eladónő         |                |
| 2007 | Esély a halálra | The Deaths of Ian Stone   | Medea           | Németh Kriszta |
| 2007 |                 | Botched                   | Anna            |                |
| 2010 |                 | Devil's Playground        | Lavinia         |                |
| 2010 |                 | The Rapture               | Fiona           |                |
| 2012 |                 | Possessions               | Chloe           |                |
| 2013 |                 | Samuel Bleak              | Vivian Bleak    |                |
| 2013 | Frászkarika 2.  | Fright Night 2: New Blood | Gerri Dandridge | Pikali Gerda   |
| 2018 |                 | The Nanny                 | Leonor          |                |

### Televízió
| Év              | Magyar cím                  | Eredeti cím                  | Szerep                        | Megjegyzés                             |
| --------------- | --------------------------- | ---------------------------- | ----------------------------- | -------------------------------------- |
| 2001            |                             | The Bill                     | Tania Matthews                | 1 epizód                               |
| 2002            | Baleseti sebészet           | Casualty                     | Sonia Guzman                  | 1 epizód                               |
| 2002            |                             | The Bill                     | Melanie                       | 3 epizód                               |
| 2003            |                             | Keen Eddie                   | Kiki                          | 1 epizód                               |
| 2004            |                             | Doctors and Nurses           | Bella Olazabal                | 1 epizód                               |
| 2004–2007; 2012 | Vagányok – Öt sikkes sittes | Hustle                       | Stacie Monroe                 | főszerep (1-4., 8. sorozat); 25 epizód |
| 2005            | Szerelmi bájital            | Love Soup                    | Natalie Brown                 | 1 epizód                               |
| 2005            |                             | ShakespeaRe-Told             | Bianca Minola                 | 1 epizód                               |
| 2005            | Agatha Christie: Poirot     | Agatha Christie's Poirot     | Ruth Kettering                | 1 epizód                               |
| 2007            | Dexter                      | Dexter                       | Lila West                     | 10 epizód                              |
| 2007            |                             | Demons                       | Rebecca                       | 1 epizód                               |
| 2008–2009       |                             | Valentine                    | Grace Valentine / Aphrodite   | főszerep (8 epizód)                    |
| 2009            | A mentalista                | The Mentalist                | Nadia Sobell                  | 1 epizód                               |
| 2009            |                             | Eli Stone                    | Diane Rundlet                 | 1 epizód                               |
| 2009            | NCIS                        | NCIS                         | Julia Foster-Yates ICE ügynök | 1 epizód                               |
| 2009            |                             | The Beautiful Life: TBL      | Vivienne                      | 5 epizód                               |
| 2010–2014       | 13-as raktár                | Warehouse 13                 | Helena G. Wells               | 15 epizód                              |
| 2011            | Spartacus: Az aréna istenei | Spartacus: Gods of the Arena | Gaia                          | minisorozat (4 epizód)                 |
| 2011–2012       | Ringer – A vér kötelez      | Ringer                       | Olivia Charles                | 10 epizód                              |
| 2012            | Csont nélkül                | The Finder                   | Amadea Denaris                | 1 epizód                               |
| 2012            |                             | Childrens Hospital           | Kitty Black                   | 1 epizód                               |
| 2013–2015       | Az ellenállás városa        | Defiance                     | Stahma Tarr                   | főszerep                               |
| 2015            | Az Álmosvölgy legendája     | Sleepy Hollow                | Carmilla Pines                | 1 epizód                               |
| 2016–2017       | Egyszer volt, hol nem volt  | Once Upon a Time             | Fiona / a Fekete Tündér       | visszatérő szerep (8 epizód)           |
| 2018            | A sötétség kora             | The Originals                | Antoinette                    | visszatérő szerep (6 epizód)           |
| 2018            |                             | Midnight, Texas              | Delilah                       | visszatérő szerep (2 epizód)           |
| 2018–2021       |                             | Castlevania                  | Carmilla (hangja)             | főszerep (13 epizód)                   |
| 2019            | Gotham                      | Gotham                       | yssa al Ghul / Theresa Walker | visszatérő szerep (5 epizód)           |